# Rhinogecko femoralis
Espèce
Synonymes
- Agamura femoralis Smith, 1933

Rhinogecko femoralis est une espèce de geckos de la famille des Gekkonidae.

## Répartition
Cette espèce se rencontre dans le désert de Chagai en Iran et au Pakistan.
On y observe de fortes températures la journée, avec une chute sensible durant la nuit, et une faible hygrométrie.

## Description
C'est un gecko nocturne et insectivore. Ce sont des reptiles assez fins, avec le fines pattes et de grands yeux.

## Publication originale
- Smith, 1933 : Remarks on some old world geckoes. Records of the Indian Museum, vol. 35, p. 9-19.